# Marathon international de Sibérie
Le marathon international de Sibérie est une course de marathon se déroulant tous les ans, en septembre, dans les rues de Omsk, en Russie. Créée en 1990, l'épreuve fait partie du circuit international des IAAF Road Race Label Events, dans la catégorie des « Labels de bronze ».
Elle n'a eu lieu ni en 2020 (pandémie de Covid-19), ni en 2022 (invasion de l'Ukraine par la Russie).